# Чариотир
Чариотир Mk.7, FV 4101 (англ. Charioteer — «колесничий») — британский средний танк 1950-х годов, модернизация танка «Кромвель» времён Второй мировой войны. «Чариотир» отличался от базового варианта в основном новой башней со значительно более мощной 84-мм пушкой. В 1952 году 200 «Кромвелей» были переоборудованы под стандарт «Чариотиров». В британской армии они состояли на вооружении до 1956 года, после чего были проданы другим странам.

## В игровой индустрии
Танк есть в играх  World of Tanks и World of Tanks blitz от компании Wargaming.net, стратегии в реальном времени Wargame: Red Dragon от Eugen Systems, а также в игре War Thunder от Gaijin Entertainment.

## Состоял на вооружении
- Великобритания
- Австрия — 56 танков
- Иордания — 50 танков
- Финляндия — 35 танков
- Израиль — 10 танков
- Организация освобождения Палестины